# Geodia splendida
Geodia splendida är en svampdjursart som beskrevs av Silva och Mothes 2000. Geodia splendida ingår i släktet Geodia och familjen Geodiidae.
Artens utbredningsområde är havet utanför Brasilien. Inga underarter finns listade i Catalogue of Life.